# ロン・キリングス
ロン・キリングス（Ron Killings、1972年1月19日 - ）は、アメリカ合衆国のプロレスラー。ノースカロライナ州シャーロット出身のアフリカ系アメリカ人。アメリカのプロレス団体であるWWEにRトゥルース（R-Truth）のリングネームで所属。

## 来歴
アトランタ生まれだがノースカロライナ州シャーロットで育つ。家庭には常時の仕事では収入が乏しく、父親はマリファナを売りさばいて貧困な家計を繕っていた。父親の仕事を手伝う傍ら、キリングスはミュージシャンになることを決意。シャーロット移動後はヒップホップやブレイクダンスに魅了され熱中していった。
高校入学後は陸上選手やアメリカンフットボールで優秀な成績を収めた。また、彼の居たアメフトチームには元メジャーリーガーのレイ・ダーラムも所属していた。高校側から奨学金を薦められるほど優秀なスポーツマンとして活躍していたが、ミュージシャンの道を進むために16歳で高校を中退。中退後には全米の大物ラッパー（当時、現在も伝説的ラッパーとして知られる）2パック、元N.W.A.のEazy-Eと出会い、彼らからの影響でミュージシャンではなくラッパーとしてのキャリアに傾向していくことになる。
以降、タレント・エージェンシーのIce productionに所属し、小規模ながらキャリアを開始。録音スタジオへの支払いのためにドラッグ・ディーラーとして実に3年もの間ドラッグを密売し、自身のデビューアルバムの製作に取り掛かっていた。その後、自身のアルバムにレーベルが興味を示し声をかけられる。アルバムを完成させるための金融資本が必要となったキリングスは最後のドラッグディールで金を手に入れようとしたが、親友の通報によって警察に逮捕され、1年と1か月の間収監されることになる。
保釈後は更生施設へと送られるが、この際にNWAの雇用部門担当ジャッキー・クロケットと出会う。クロケットはキリングスにプロレスラーになることを薦めたが、当の本人はラッパーとしての成功を諦めずにいたため断っている。キリングスは音楽活動を2年間続けたが（今度はドラッグ・ディーラーからの金の窃盗でなんとか音楽活動を維持していた）自身のライフスタイルに嫌気が差し、以前プロレスの道を紹介してくれたクロケットに連絡を入れ、プロレスラーとしての活動に興味を示し始める。

### プロレスのキャリアの始まり
クロケットは当時WCWの第一撮影技師であったため、キリングスをWCWを始め数々のプロレスのプロモーションに紹介した。その甲斐もあってキリングスは1997年にPWFでマネージャーとしてプロレス界にデビューする。その後3年間、各地を渡り歩きながらマニー・フェルナンデス（1980年代にNWA圏で活躍したメキシコ系アメリカ人のプロレスラー）のもとでトレーニングに励み、1999年12月12日にNWAワイルドスライドでKクラッシュ（K-Krush）のリングネームでプロレスラーとしての正式なデビューを果たす。このデビュー戦でキリングスは、新設されたばかりのNWAワイルドスライドTV王座を初代王者として獲得。その後2000年の1月8日には同タイトルをAJスタイルズ（後にWWEで活躍）に奪われている。

### WWF時代
NWAワイルドスライドのリック・マイケルズに薦められ、キリングスは自作のプロモーショナル・ビデオをWWE（当時WWF）に送付。これが上層部の目に止まり、早速デベロップメント契約を結ぶことになる。その後、当時WWEのファーム団体であったMCWに所属。4月12日に行われた興行では同団体の管理する最高王座で、空位となっていたMCW南部ヘビー級王座をバトルロイヤルに勝ち抜いて獲得。しかし翌月の24日、RAWの実況担当でもあるジェリー・ローラーにタイトルを奪われてしまう（当時のMCWはWWEの興行に帯同する形で活動していたため、WWEに所属するレスラーが定期的に出場していた）。しかし、数か月後にはタイトルの奪回に成功。この功績をWWFの首脳陣に高く評価されたため一軍昇格が決定。リングネームをKクイック（K-kwik）と改め、2000年11月13日のRAWのウィリアム・リーガル対ロード・ドッグの試合に乱入しリーガルを強襲。若手の黒人ベビーフェイスとしてWWEデビューを果たした後、プロレスラーになる以前に目指していたラッパーのギミックで自作のラップをパートナーになったロード・ドッグと共に披露し始めるようになる。
デビューから1週間も経たずして、同月の11月13日に自身にとって初めてのPPVであるサバイバー・シリーズへ出場。第2次D-ジェネレーションXの元メンバー、ロード・ドッグ、ビリー・ガン、チャイナと組みラディカルズ（クリス・ベノワ、エディ・ゲレロ、ディーン・マレンコ、ペリー・サターン）とサバイバー戦で対決するも敗退。翌月のPPVアルマゲドンではロード・ドッグと組みWWF世界タッグ王座を賭けた8人タッグ戦に出場するがタイトルを奪うことは出来なかった。
その後、ロード・ドッグが謹慎処分となったためキリングスはシングルレスラーへ転向。2001年1月に行われたロイヤルランブルへも出場するがビッグ・ショーによって脱落させられている。以降は同団体のハードコア部門に定着。2月3日にはレイヴェンの保持していたWWFハードコア王座を獲得するも、その日限りでクラッシュ・ホリーにタイトルを奪われてしまう。その2日後に再びレイヴェンを下し2度目の載冠を果たすが、これも数時間後にはクラッシュに奪取された。その後は鳴かず飛ばずの状態が続き、2001年9月にWWEを解雇される。

### TNA
XPWでの短い活動を経てキリングスはTNAと契約を果たす。2002年6月12日にかつてのリングネームKクラッシュでデビュー。ヒールとして活動していたがスポットを浴びる機会には恵まれず、7月17日にロン "ザ・トゥルース" キリングス（Ron "The Truth" Killings）とリングネームを変更し、「自分が活躍できないのは人種差別が存在するからだ」などと主張、同年8月にはケン・シャムロックを下し団体の最高王座であるNWA世界ヘビー級王座を獲得（黒人レスラーの同王座獲得は、旧NWAを含めたNWA世界ヘビー級王者としては史上初（かつ唯一）である）。以降はベビーフェイスとして、WWF時代のパートナーだったロード・ドッグ改めBGジェイムスやコナンとのユニット「3ライブ・クルー（3Live Kru）」などで活躍。NWA世界タッグ王座を2度、TNA世界タッグ王座を1度、そしてNWA世界ヘビー級王座も再度獲得したが、2007年12月にTNAを自主退団した。

### WWE

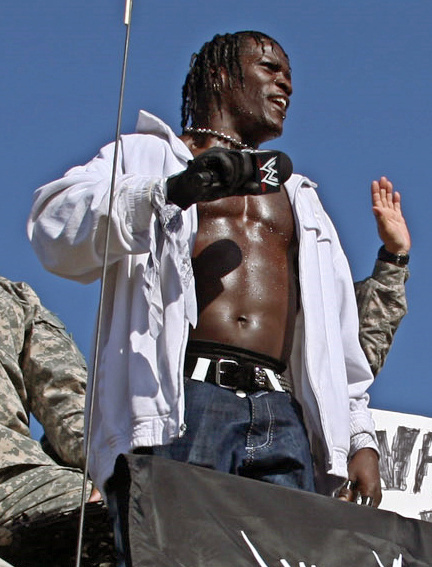
R-Truth in 2008

2008年にキリングスは再びWWEと契約を結ぶ。7月25日より彼がRトゥルース（R-Truth）のリングネームでスマックダウンにてデビューをするという告知プロモーションビデオが番組内で流され始め、8月29日にケニー・ダイクストラを相手にデビュー戦を飾った。その後はシェルトン・ベンジャミンやMVPなどと抗争し、11月23日のサバイバー・シリーズではRトゥルースとして初めてPPV大会に出場した。
2009年7月11日、プリティ・リッキー（Pretty Ricky）なる謎のキャラクターとしてプロモに登場するも、このギミックは単発で終わり、以降は従来通りRトゥルースとして試合に出場。8月からはドリュー・マッキンタイアとの抗争が開始された。
2010年の2月からは、新番組NXTにてデビッド・オタンガを指導するプロとして出演。3月に開催されたレッスルマニア26ではジョン・モリソンと組みザ・ミズ & ビッグ・ショーが保持するWWE統一タッグ王座に挑戦するが王座奪取とはならなかった。4月、ドラフトでRAWへ移籍。テッド・デビアスとの短期抗争を経て、5月24日の放送ではブレット・ハートのGM就任に伴い空位となったUS王座の王者決定戦に出場、ザ・ミズを破り新王者となるも、6月14日放送の4ウェイ形式の王座戦でザ・ミズにフォールを奪い返され王座を失った。
NXTシーズン4ではジョニー・カーティスを指導するプロを担当し、シーズン4の優勝者に導いた。
2011年4月18日、RAWにてターモイル形式にてWWE王座戦出場権を懸けて試合を続け、シナともども最後の2人になったところで王者ザ・ミズと弟子のアレックス・ライリーに襲われたことで、2人とも出場権を獲得した。しかし、その試合の合間に疲れて水を飲んでいたことが原因で、翌週のRAWでモリソンと口論になり、ファンの後押しもあってWWE王座戦出場を懸けて戦う破目に遭ってしまう。結果は敗北。直後にモリソンを襲撃し、ヒールターンした。

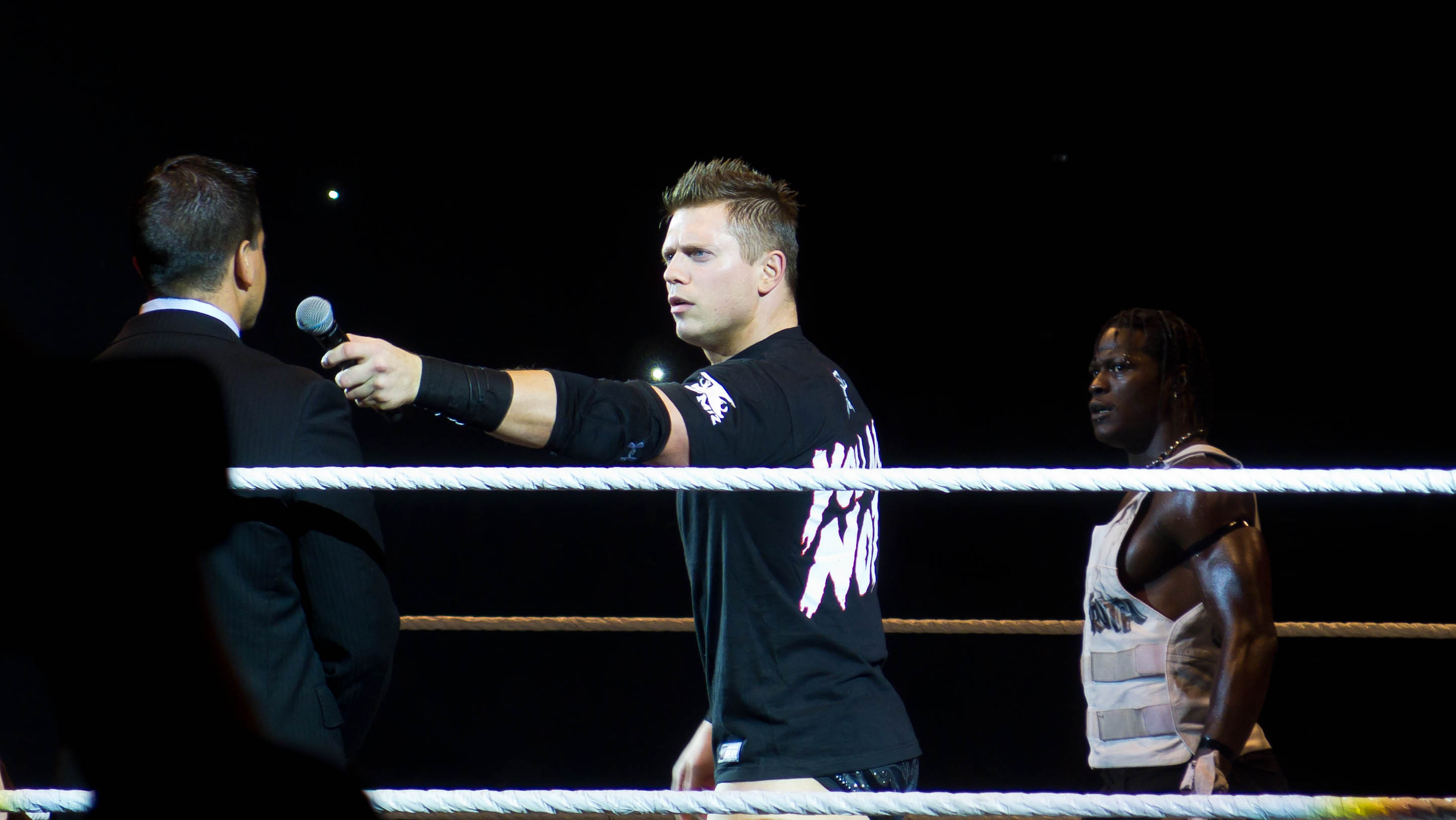
ミズとのコンビ「オーサム・トゥルース」

ヒールターン後、トゥルースにしか見えない少年 "リトルジミー" (日本語字幕では "ジミー坊や" 。ファンの象徴としての存在である）と会話したりと奇妙な行動を取るようになり、怪奇系ギミックとしてヒールながら客を沸かし、キャピタル・パニッシュメントではシナとシングルで自身初のWWE王座戦を戦った。そしてモリソンとも何度か因縁の対決を繰り広げた後に、ザ・ミズとコンビ「オーサム・トゥルース」を結成し、タッグ王者エア・ブンをも倒す強さを見せる。しかしナイト・オブ・チャンピオン2011のタッグ王座戦では誤審を連発したレフェリーが原因で敗れ、ミズともどもキレてレフェリーを襲った。その後も暴走したことでトリプルHによって解雇され、ヘル・イン・ア・セル2011で大暴れしたりと悪事の限りを尽くしたものの、サバイバー・シリーズではメイン戦にてシナ & ロックと対決し敗れる。そして、シナとの口論の末にミズに裏切られ、数週間欠場となる。復帰後はミズと抗争に入り、怪奇系ギミックを残したままベビーターンを果たす。
2012年、コフィ・キングストンとタッグを組むことが増え、プリモ & エピコ組からタッグ王座を奪う。5ヶ月王座を守り抜いたが、9月にダニエル・ブライアン & ケインに奪取された。タッグ戦線から離脱し、US王者であるアントニオ・セザーロとの抗争に移ったものの、膝の怪我により、王座奪取ならないままTLCを最後に欠場する。
2013年2月、ダミアン・サンドウの暴行からキングストンを救う形で復帰。4月に入ると、IC王者バレットや前US王者セザーロに勝利する活躍を見せ、また約2年ぶりにラップを披露している（ジミー坊やのギミックは徐々に消滅）。11月18日、RAW Countryにてラインストーン・カウボーイズ（3MB）と対戦する際にWWEに昇格したばかりのエグザビアー・ウッズをパートナーにして対戦して勝利した。
2014年4月からルセフとの抗争になり、2対1のハンディ戦を行うも、敵の強襲に遭いウッズが倒れ、自身もダメージを受けた状態で戦うことになり、敗れた。9月からはドルフ・ジグラーとザ・ミズのIC王座戦線での抗争に、ミズの『代役』であるダミアン・ミズドウ（サンドウが改名したもの）に対抗する形で'R・ジグラー'と名乗り、恰好や髪型もジグラーに似せて加わり、ナイト・オブ・チャンピオンズのIC王座戦まで行動を共にした（その際、姿は全く似ていないものの実況陣はまったく見分けがつかないと言い続けていた）。王座戦後は元の姿およびリングネームに戻っている。
2015年にはコミカルなキャラクターを演じ、IC王座戦線等で活躍。また、スラミー賞も受賞した。
2016年1月24日、Royal Rumble 2016のロイヤルランブルマッチ形式であるWWE世界ヘビー級王座戦にて12番手で登場。何を思ったのか梯子を取り出してリング中央へ置いて登るとマネー・イン・ザ・バンク・ラダー・マッチではないのかと糾弾するも降りるとケインよりリング外へと追い出された。
2018年、『WWE Mixed Match Challenge』では、カーメラと組んで優勝。
2019年1月27日、Royal Rumble 2019では男子ロイヤルランブルマッチに30番目に登場するが、ナイア・ジャックスに襲撃されその権利を奪われた。同月29日、SmackDown LiveでWWE US王者の中邑真輔に挑戦。中邑に持ち上げられファイヤーマンズキャリーの体勢になったところを切り返して3カウントを奪い勝利し、王座戴冠する。直後に中邑と抗争中であったルセフに挑戦されることになるが、ロープワークを生かした丸め込みで勝利。王座を防衛した。
2024年4月、レッスルマニア40で行われたラダー戦形式のタッグ王座戦にザ・ミズと組み出場。Rawタッグ王座を獲得した。
2025年5月24日のサタデー・ナイト・メイン・イベントでジョン・シナと対戦するが敗北。
2025年6月1日、WWEを解雇された。
2025年6月7日（日本時間8日）に開催されたマネー・イン・ザ・バンクで電撃登場し、ジョン・シナを襲撃。
2025年6月9日（日本時間10日）のRAWで髪の毛を切り落とす。
2025年6月13日（日本時間14日）に行われたSMACK DOWNでジョン・シナを2回襲撃する。

## 得意技
コークスクリュー・シザース・キック
ブッカー・Tの必殺技であるシザース・キックの変形型。通常のシザース・キックの場合は相手の後頭部に向けてのカカト落としだが、キリングスのコークスクリュー・シザース・キックは相手の後頭部を空中で両足で挟み、横に360度回転して落とす。
ライ・ディテクター
コークスクリュー・フライング・フォアアーム。デビュー当時は得意技として使用されていたが、必殺技へ昇格した時期もあった。また、この名前は別の得意技の名前として扱われてもいる。
ワッツ・アップ
シェルトン・ベンジャミンのペイダートと同型技。2011年からフィニッシャーとして使いはじめた。ミズのフィニッシャー、スカル・クラッシング・フィナーレと組み合わせたリトルジミー・フィナーレという技も存在した。
旧名、シャラップ、リトル・ジミー
トゥルース・オア・コンシクエンシズ
ブレーンバスターで持ち上げ、自分の背後に着地した相手にスタナーを仕掛ける。
トゥルース・コンヴィクション
ブレーンバスターで持ち上げての開脚式フェイスバスター。
ハングタイム
450°スプラッシュ
リバースSTO
ティアドロップ
観客に「What's Up!?」と叫んだ後、ジャンプして開脚着地→ロープリバウンドして横たわった相手の傍でダンスという動作の後に仕掛けるレッグドロップ。

## 獲得タイトル
WWF / WWE
- WWE US王座 : 2回
- WWEタッグ王座 :1回

w / コフィ・キングストン
WWE・ロウ・タッグチーム王座:1回
　w/ザ・ミズ
- WWE24/7王座 : 53回
- WWFハードコア王座 : 2回

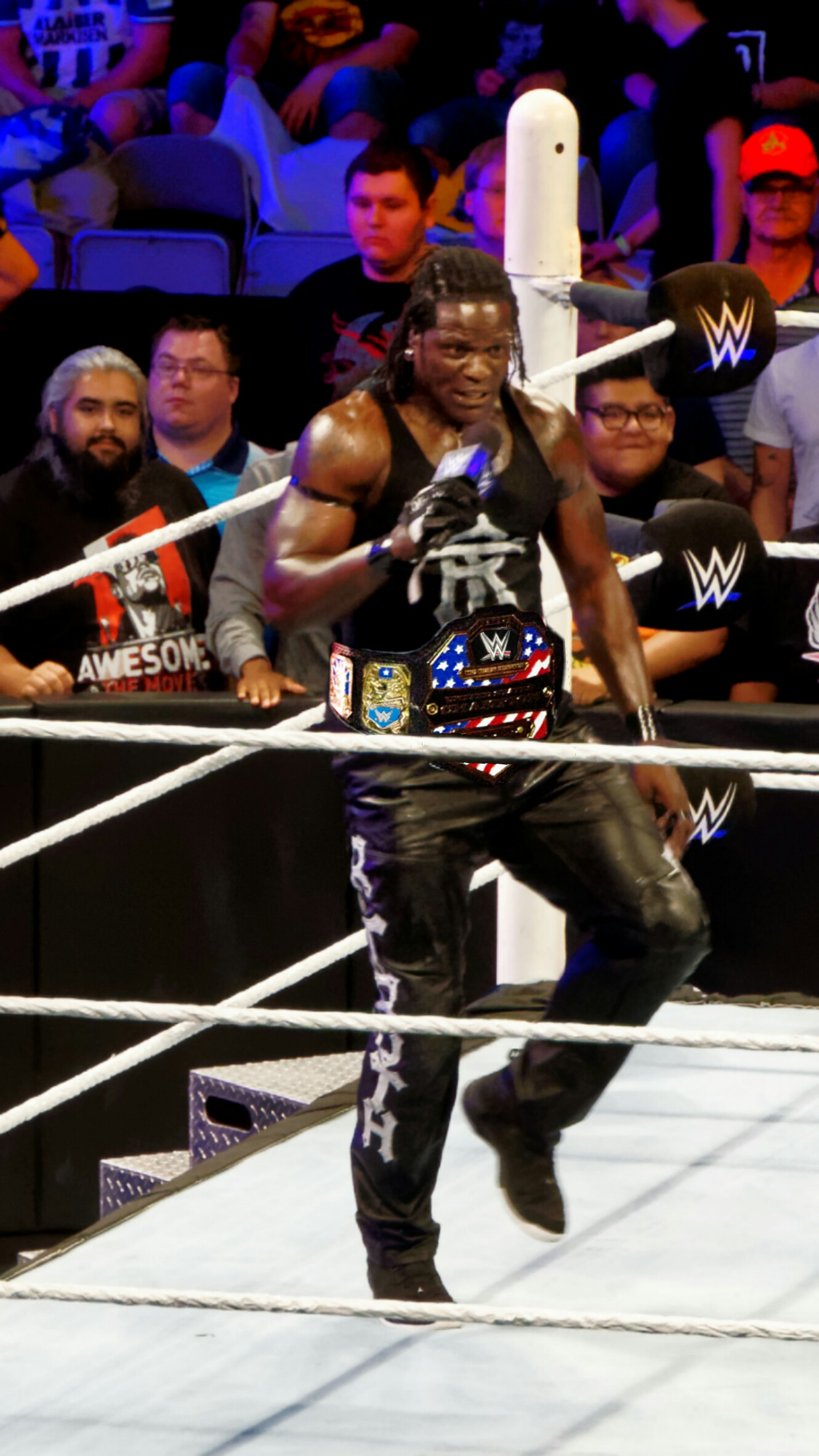
WWE・ユナイテッドステイツ王座

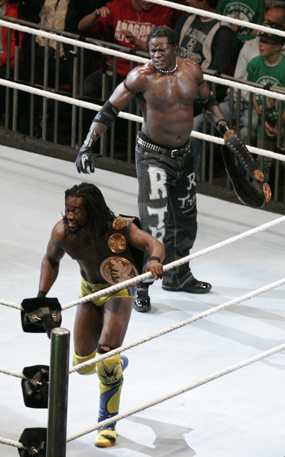
WWEタッグ王座

- スラミー賞（ベスト・ミュージカル・パフォーマンス） : 2008年度
- ミックスド・マッチチャレンジ : 2018年度（w / カーメラ）

TNA
- NWA世界ヘビー級王座 : 2回
- NWA世界タッグ王座 : 2回
- TNA世界タッグ王座 : 1回

その他
- CSWFヘビー級王座 : 1回
- MCW南部ヘビー級王座 : 2回
- NWAワイルドサイドTV王座 : 1回
- PWI 500 （2004年度のPro Wrestling Illustrated誌ではTOP500名のレスラー中、18位に撰ばれている）

## 入場曲
- What's Up? (Remix)- 現在使用中
  - キリングス自作で本人が歌っている。WWEで使用していたがTNAでも使用していた。
- What's Up? (The Awesome Truth)
- What's Up? (The Golden Truth Remix)
- What's Up? (Ron Killings)
- Rowdy (Ron Killings)
- 3 Live K
- He's Back
- Right Time
  - ヒールターン中はかつてのアンドレ・ザ・ジャイアントと同様に曲なしで入場。